# Dark fiber
Dark fiber of niet-geactiveerde fiber (of fibre) is in glasvezelcommunicatie de benaming voor glasvezels die nog niet in gebruik zijn genomen (en dus nog 'donker' zijn) in het reeds aanwezige netwerk. Ze zijn geplaatst voor eventueel toekomstig gebruik.
De term werd oorspronkelijk alleen gebruikt om de potentiële capaciteit van een telecominfrastructuur aan te geven. In de jaren 90 zorgden veel telecombedrijven overal ter wereld voor hun eigen glasvezelinfrastructuur. Er werd toen al bewust veel meer aangelegd dan op dat moment nodig was. Na het ineenstorten van de internetbubbel in 2000 bleek er in de ontwikkelde gebieden inmiddels zoveel glasvezel in de grond te liggen dat er sindsdien nauwelijks nog nieuwe glasvezel wordt aangelegd, behalve in nieuwbouwwijken. De bedrijven die de glasvezel in eigendom hebben kunnen het voor hun eigen netwerk gebruiken, of ze kunnen glasvezels aan derden verhuren, die er vervolgens zelf optische apparatuur achter moeten plaatsen om signaal te realiseren. In dit verband wordt vaak de term IRU (Indefeasible right of use) gebruikt. Dit houdt in dat een derde partij voor een zeer lange tijd (bijvoorbeeld 15 jaar) van de eigenaar een of meer glasvezelparen huurt en de garantie heeft dat ze al die tijd de glasvezels uitsluitend voor haar eigen doeleinden kan gebruiken. De derde partij is in feite voor de duur van het gehele contract economisch eigenaar.

## Varianten
- Managed dark fiber
- Virtual dark fiber

## Fotonicawet van Butter
Volgens Gerry/Gerald Butters van Lucents Optical Networking Group Bell Labs, zou er een wetmatigheid zijn met de naam Butter's Law of Photonics, een formulering die een opzettelijke parallel vertoont met de wet van Moore. De wet van Butter zegt dat de hoeveelheid data die uit een optische kabel komt elke negen maanden zou verdubbelen.